# Seututie 378
Pour les articles homonymes, voir Route 378.
La route régionale 378 (finnois : Seututie 378) est une route régionale allant de Taavetti dans la commune de  Luumäki jusqu'à Savitaipale  en Finlande,.

## Présentation
La seututie 378 est une route régionale de Carélie du Sud qui va de la route nationale 6 au centre de Luumäki jusqu'à la route nationale 13 à Savitaipale.